# Liste der Monuments historiques in Pouy-sur-Vannes
Die Liste der Monuments historiques in Pouy-sur-Vannes führt die Monuments historiques in der französischen Gemeinde Pouy-sur-Vannes auf.

## Liste der Immobilien
| Bezeichnung                | Beschreibung            | Standort                 | Kennzeichnung | Schutzstatus | Datum | Bild |
| -------------------------- | ----------------------- | ------------------------ | ------------- | ------------ | ----- | ---- |
| Château de Pouy-sur-Vannes | aus dem 16. Jahrhundert | südlich des Ortes (Lage) | PA00078190    | Inscrit      | 1969  |      |

## Liste der Objekte
| Bezeichnung                     | Beschreibung                                                        | Standort                              | Kennzeichnung | Schutzstatus | Datum | Bild |
| ------------------------------- | ------------------------------------------------------------------- | ------------------------------------- | ------------- | ------------ | ----- | ---- |
| Büste Johannes der Täufer       | Fragment einer Skulptur; Kalkstein, farbig gefasst, 16. Jahrhundert | in der Kirche St-Jean-Baptiste (Lage) | PM10001610    | Classé       | 1980  |      |
| Kruzifix                        | Holz, grau gefasst, 17. Jahrhundert                                 | in der Kirche St-Jean-Baptiste (Lage) | PM10003941    | Inscrit      | 1979  |      |
| Reliquienbüste Heiliger Bischof | Eichenholz, 17. Jahrhundert; Verbleib unbekannt                     | in der Kirche St-Jean-Baptiste (Lage) | PM10003942    | Inscrit      | 1980  |      |
| Pietà                           | Kalkstein, übertüncht, 16. Jahrhundert                              | in der Kirche St-Jean-Baptiste (Lage) | PM10001611    | Classé       | 1980  |      |